# Mitchell NC

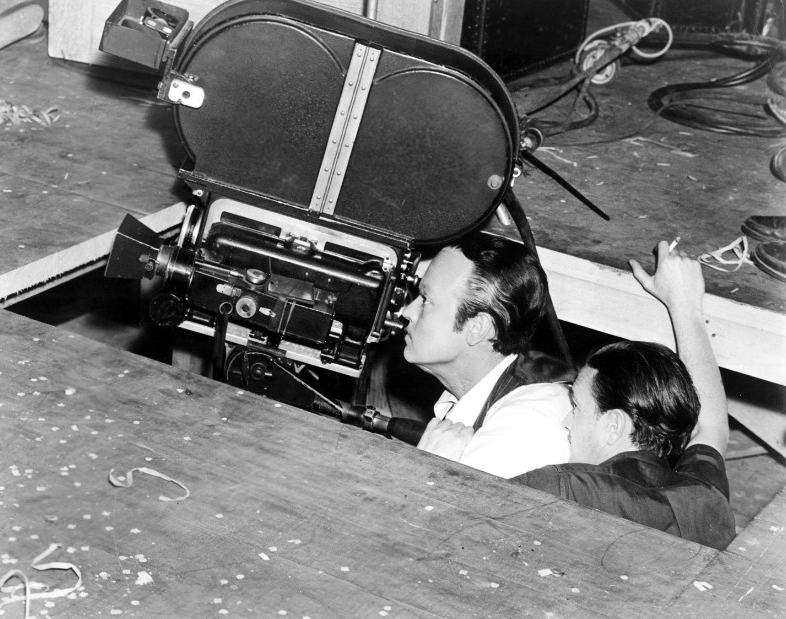
Orson Welles und Gregg Toland mit einer Mitchell BNC bei den Dreharbeiten zu Citizen Kane

Unter der Mitchell Newsreel Camera war eine ganze Reihe von 35 mm-Filmkameras der amerikanischen Mitchell Camera Corporation bekannt. Die Mitchell NC sollte besonders in ihrer geblimpten Version Mitchell BNC über Jahrzehnte zur Standard-Filmkamera in Hollywood werden.

## Vorgeschichte

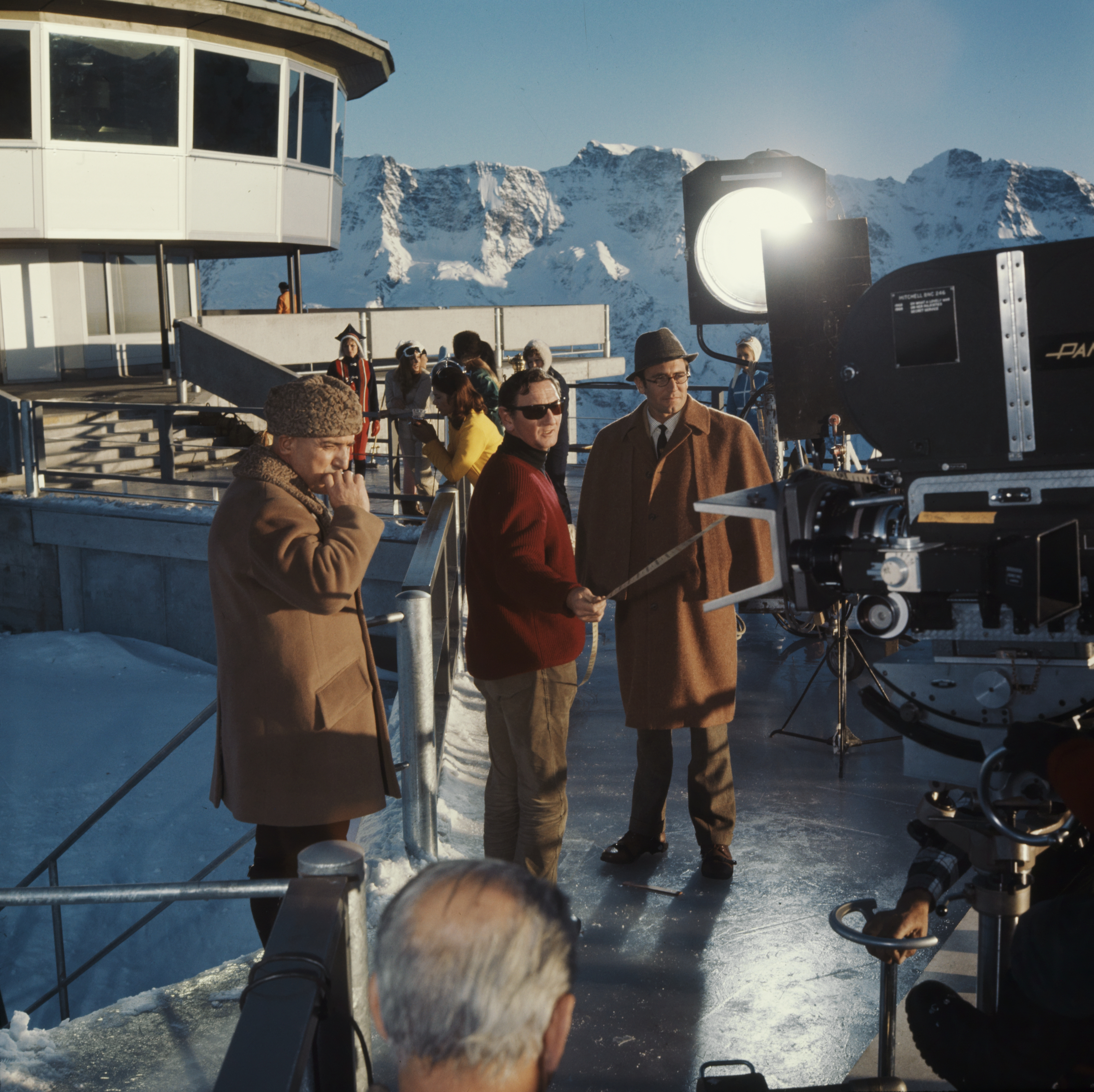
Dreharbeiten zu Im Geheimdienst Ihrer Majestät mit einer Mitchell BNC (umgerüstet von Panavision) im Jahre 1968

Die Mitchell-Camera-Gesellschaft wurde 1919 von dem Kameramann Henry F. Boeger und von George Alfred Mitchell gegründet. Ihre erste Kamera war die eingekaufte patentierte Konstruktion von John E. Leonard aus dem Jahre 1917. Der Prototyp war 1918 fertig, 1920 wurde sie als Mitchell Standard Camera bekannt gemacht. Sie enthielt einen über Planetengetriebe verstellbaren Umlaufverschluss, eine Einrichtung zur Einstellung der Aufnahmeoptik, das Mitchell-eigene Rackover, und einen einfachen Greifermechanismus im Gegensatz zu Leonards Paßstiftemechanismus. Die Firma lieferte die Filmantriebe für die Technicolor-Dreistreifenkamera ab 1932 und Mechanismen für Breitfilmapparate. Mitchell baute auch einen Hintergrundprojektor.

## Die Mitchell NC und BNC
Mit der Mitchell Newsreel Camera kam die Ablösung der bis zum Tonfilm fast alles beherrschenden Bell & Howell Standard Cinematograph Camera. In zwei entscheidenden Punkten war sie überlegen: Die einzustellende Optik musste nicht mehr im Revolver umgeschwenkt werden und die Funktion war geräuschärmer. Die klappernde Bell & Howell verschwand vor dem Mikrofon. Besonders ausgestattete und geräuschverminderte Bell-&-Howell-Kameras liefen gleich leise wie Mitchell, auf den zusätzlichen Aufwand gingen die Kameraleute jedoch kaum ein und bevorzugten die geblimpte Mitchell BNC. 
Später gab es von Mitchell eigene 65-mm-Film-Kameras und Kameras für das Breitwandverfahren VistaVision von Paramount Pictures. Die Kameras von Mitchell blieben bis in die späten 1970er Jahre im Einsatz, sie bildeten den Grundstock für die Verbesserungen und Eigenentwicklungen der Firma Panavision.
George Alfred Mitchell erhielt 1953 den Ehrenoscar, eine Auszeichnung der Academy of Motion Picture Arts and Sciences für technische Errungenschaften.

## Galerie

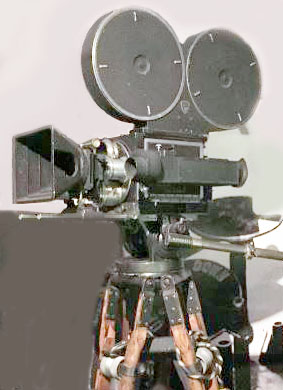
Mitchell NC mit seitlichem Rack-over-Sucher und Revolver-Objektivkopf (von 1935)
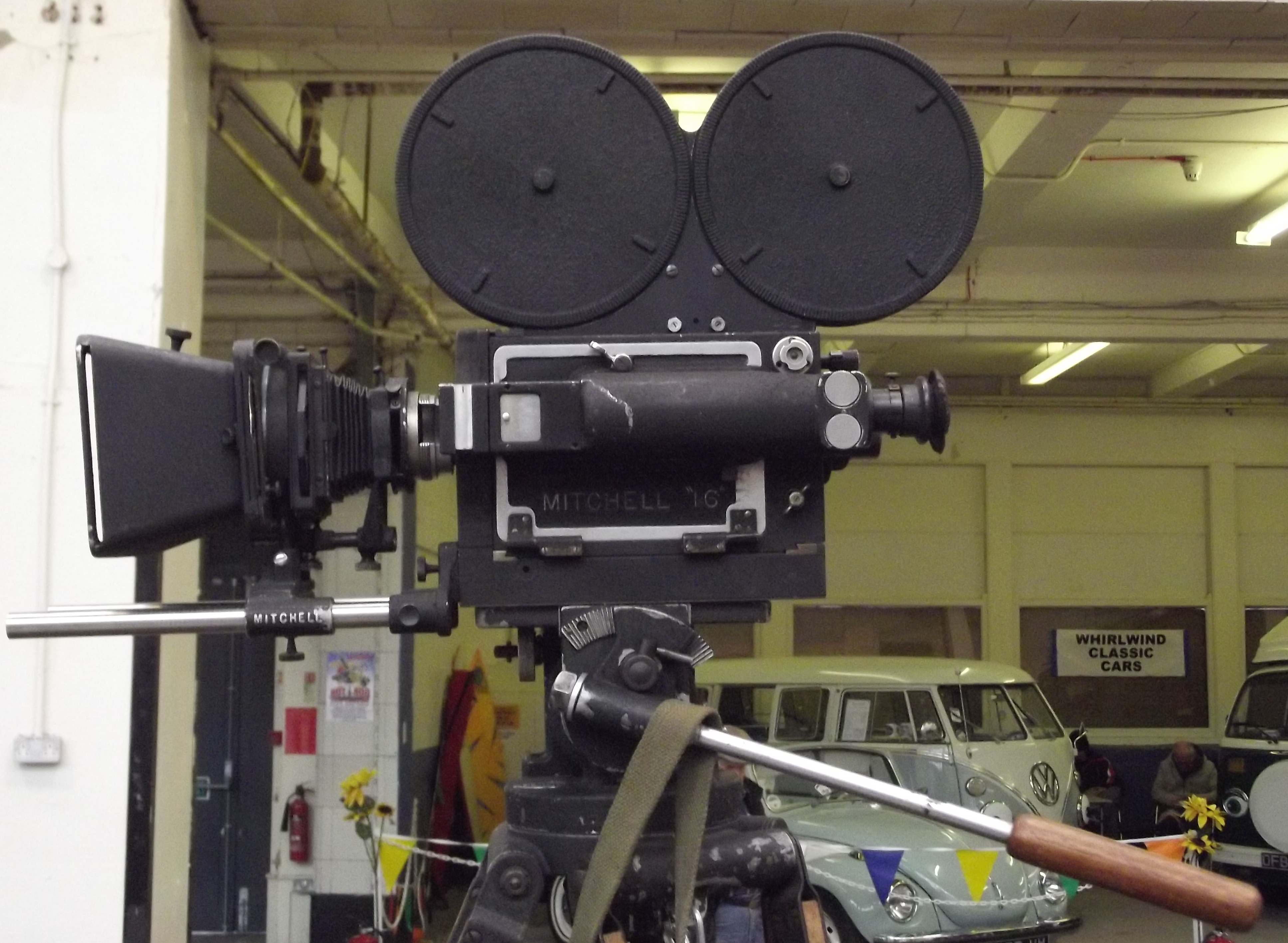
Mitchell NC
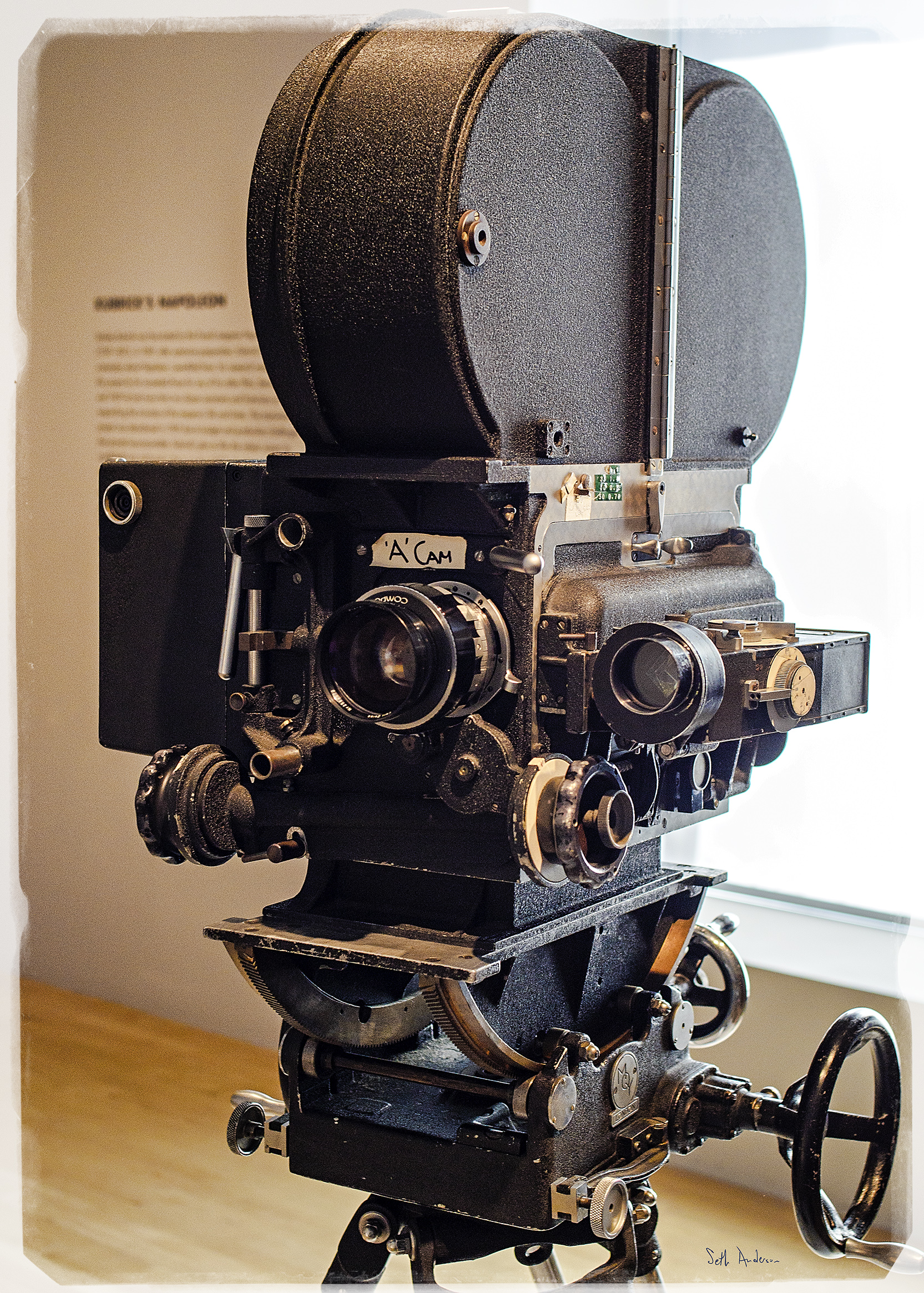
Stanley Kubricks Mitchell BNC mit Zeiss Planar 0,7 - Objektiv aus dem Film Barry Lyndon (1975)
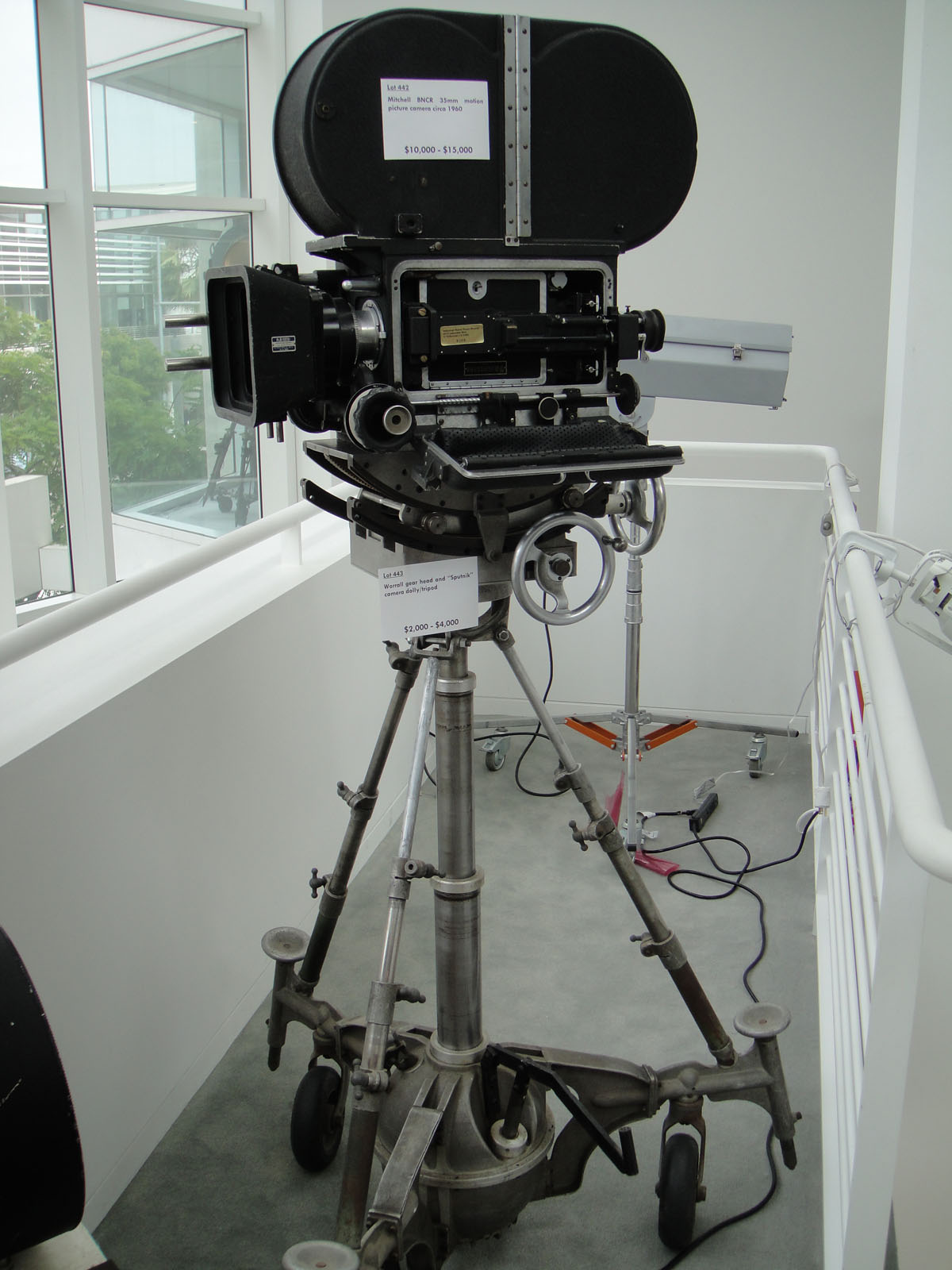
Mitchell BNCR (Reflex-Sucher) auf einem Kurbelkopf-Stativ aus der Sammlung von Debbie Reynolds (um 1960)
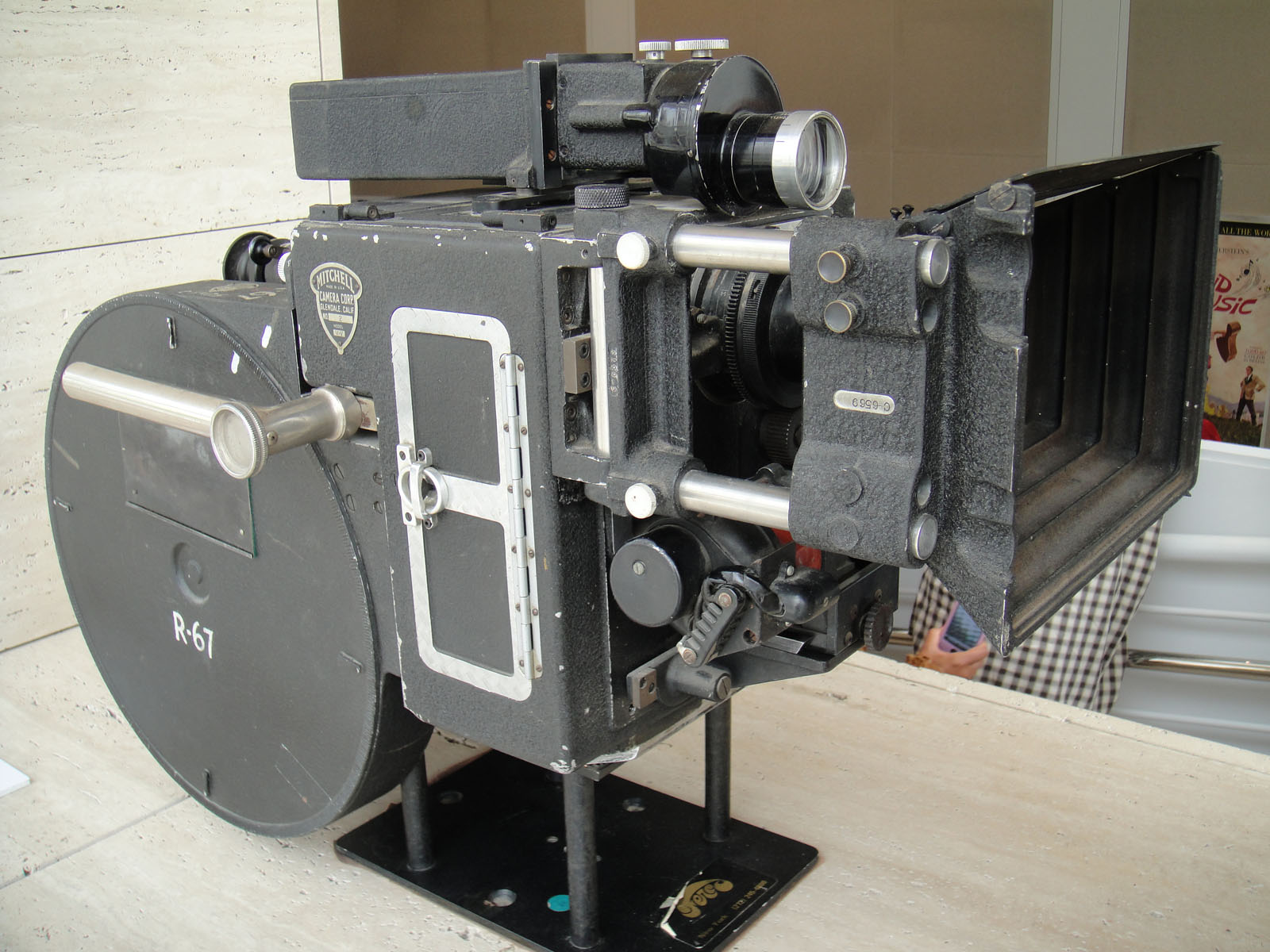
Mitchell Vista Vision VV 35mm (1953/54)

## Die Modelle

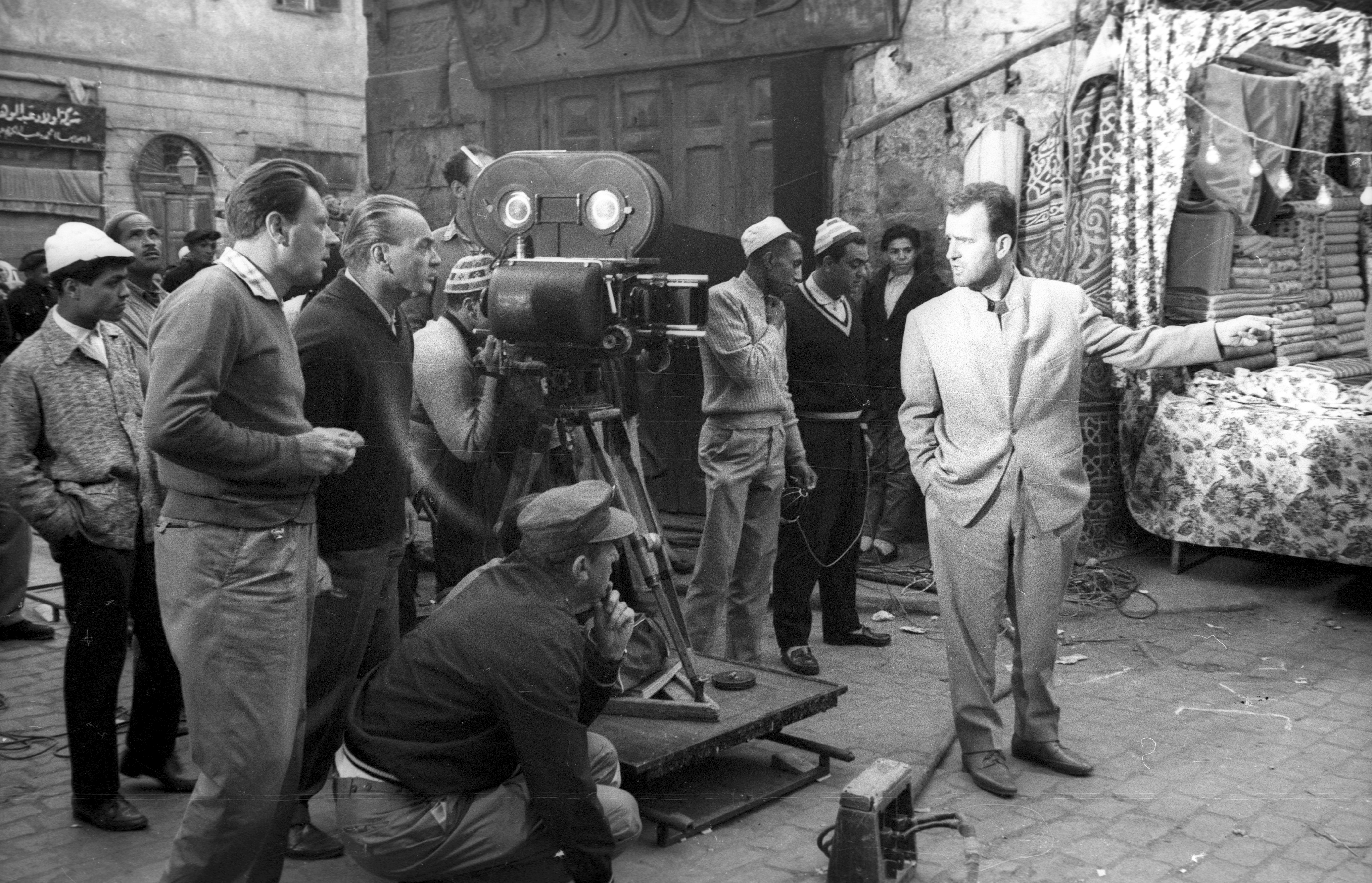
Eine Mitchell BNC in Ungarn (1962)

- Eine Mitchell BNC in Ungarn (1962)Mitchell (Standard), 1920 bis 1924; öllose Gleitlager, Filmantrieb AA
- Mitchell High Speed oder Modell B, Bildfrequenz bis 128 pro Sekunde, 1925; Kugellager, Filmantrieb AB
- Mitchell C, 1928; Gleitlager, Filmantrieb AC
- Mitchell NC, Newsreel Camera. Verbessertes Modell für den Tonfilm, 1931–32; Gleitlager und neues Getriebe, Gewicht: 32¼ kg mit 1000 Fuß Film
- Mitchell BNC, (Blimped NC), 1934. Gewicht: 55,3 kg mit 1000 Fuß Film. Diese Kamera wurde für 40 Jahre zum tragenden Element der Hollywood-Produktion und Filmproduktionen weltweit.
- Mitchell S35R, 1965. Gewicht: 19,5 kg mit 1000 Fuß Film. Blimp (Schallschutzgehäuse) dazu: 42,2 kg

Die NC und BNC wurden zur Quelle der Cinema Products Corporation XR 35, welche vormals getrennt erhältliches Zubehör integrierte.
- Mitchell-VistaVision-Kamera für Tonfilm nach Paramounts VistaVision-Verfahren von 1954 (eingeführt mit Die zehn Gebote, 1956), frühere VistaVision-Produktionen arbeiteten mit umgebauten Stein- und/oder umgebauten Technicolor-Kameras.
- Mitchell FC/BFC (Fox Camera/Blimped Fox Camera), 65-mm-Version der NC und BNC, in Gebrauch seit dem verbesserten Todd-AO-System von 20th Century Fox (erstmals bei South Pacific, 1958)
- Mitchell NCR/BNCR, Spiegelreflex-Versionen von NC/BNC
- Mitchell 16, angekündigt im November 1945, Auslieferung ein Jahr später; Gewicht: 19 kg mit 400 Fuß Film. Blimp dazu: 20,4 kg
- Mitchell S(ingle) S(ystem) für 16-mm-Film
- Mitchell R 16, eine verhältnismäßig leise Kamera im Einzel- und Doppelsystem für die Berichterstattung und Wochenschauen. Diese teure Apparatur wurde hauptsächlich bei CBS’ 60 Minutes verwandt, wozu sie auch gebaut worden ist.